# MC Surya
Surya Gayet (Amsterdam, 16 mei 1984), beter bekend als MC Surya, kortweg Surya, is een Nederlands rapper uit Amsterdam. 
Hij begon zijn carrière als freestyle- en battlerapper en kreeg bekendheid door grote wedstrijden als Freestyle voor de GRAP (2005, 2006) en Lord of the Mic (2006) te winnen. Zijn muziekcarrière blies hij leven in door samen met Robian onder de naam De Delegatie de finale van de Grote Prijs van Nederland 2008 te bereiken. In 2009 bracht hij vervolgens zijn debuutalbum Suryalisme uit. 

## Carrière

### Battlerap en debuutalbum (2005-10)

#### Battlerap overwinningen
Surya werd geboren in Amsterdam-Oost als zoon van Franse ouders. Aan het begin van zijn carrière reisde hij stad en land af om te battlen. Zijn eerste toernooi, de Zwart Wit MC Battles in Eindhoven (2005), wist hij direct te winnen. Hij vestigde zijn naam definitief door L-Deep in de finale van het toernooi Freestyle voor de GRAP (2005) te verslaan.
Tijdens het toernooi Lord of the Mic (2006) kwam de Rotterdamse titelhouder Quizz tegenover Dax te staan, een vriend van Surya. Quizz won de battle, waarna er een ruzie ontstond tussen de twee rappers en Dax uiteindelijk naar het ziekenhuis gebracht moest worden. Quizz werd wonderbaarlijk genoeg niet gediskwalificeerd en kwam in de finale tegenover Surya te staan. Surya won het Amsterdams-Rotterdams onderonsje. Ook deed hij mee aan het eerste seizoen van PunchOutBattles (2010-12).

#### DebuutalbumSuryalisme(2009)
Na een aantal jaar actief battlen richtte Surya zich op zijn muziekcarrière. Na diverse talentenjachten te hebben gewonnen, zoals Most Wanted in 2007, deed hij samen met Robian mee aan de Grote Prijs van Nederland (2008). Ze wisten het tot de finale te schoppen. In 2009 bracht hij zijn debuutalbum Suryalisme in eigen beheer uit. Gastbijdrages waren er onder andere van Diggy Dex, Ome Omar en Regga.

### Comeback met 't Gilde (2020-heden)
Na een stilte maakt hij in 2020 een muzikale comeback. Samen met de freestyle-rappers McGyver, MC DRT, Def P. van Osdorp Posse, MoDeezy en Rickz vormt hij de groep Improversum. Begin 2020 brengen ze het album Ongeschreven Regels uit, het eerste freestyle album ooit in Nederland.
Daarnaast vormt hij samen met Robian, Engel en Just het collectief 't Gilde en brengen ze het album Ambachtsliederen uit. De bijbehorende tour werd verplaatst door de Coronapandemie.

## Prijzen en nominaties
Battlerap toernooien
- 2005 - Zwart Wit MC Battles [2]
- 2005 - Freestyle voor de GRAP [2]
- 2006 - Freestyle voor de GRAP [2]
- 2006 - Lord of the Mic [4][2]
- 2006 - 072 MC battles [2]
- 2008 - State TV battles [9]
- 2013 - PunchOutBattles Freestyle Frenzy [10]

Talentenjachten
- 2007 - Most Wanted [1]
- 2008 - finalist Grote Prijs van Nederland, categorie Hiphop[2][1]

## Discografie
Studioalbums
- Suryalisme (2009)

Albums in groepsverband
- Visitekaartje (met De Veelplegers) (2007)
- Ongeschreven Regels (met Improversum) (2020)
- Ambachtsliederen (met 't Gilde) (2020)

### Samenwerkingen
Gastoptredens
| Jaar | Titel                                               | Album                                             |
| ---- | --------------------------------------------------- | ------------------------------------------------- |
| 2007 | Hoog van de Toren (met Escalatie Team)              | Escalatie Team - Escalatie Stijl EP               |
| 2007 | Dat Was die Tijd (met Regga)                        | Regga - Mic Check                                 |
| 2008 | Paraaa (met Escalatie Team & Heist Rockah)          | Escalatie Team - De Escaleerplicht                |
| 2009 | Dikdoenerij (met Engel, Kas, Diggy Dex, Just & Tim) | Engel - Geen Weg Terug                            |
| 2009 | Symphony (met Grijze Massa & Engel)                 | Grijse Massa - Extra Tijd van de Sessie           |
| 2009 | Stress (met Risskant & Nox)                         | Risskant - Voedingswijzer                         |
| 2010 | Hiphop Debat (met Robin & Spark)                    | Robin - Robin Presents: When We Called Hiphop Rap |
| 2011 | Bezit Me Niet (met Per.Verz & Patrice)              | Per.Verz - Uit de Schaduw                         |
| 2018 | Moordkuil (met Engel & Just)                        | Engel - Schatgraven                               |
| 2018 | De Roedel (o.a. met Waldo, Robian & Huussuh)        | Waldo - Wolf in Schaapskleren                     |
| 2020 | Sorry (Remix) (met Engel, Diggy Dex & Robian)       | Engel - Alles Nog Open                            |